# Weilsberg
Der Weilsberg bei Niederreifenberg im hessischen Hochtaunuskreis ist mit 700,7 m ü. NHN der vierthöchste Berg im Mittelgebirge Taunus.

## Geographie

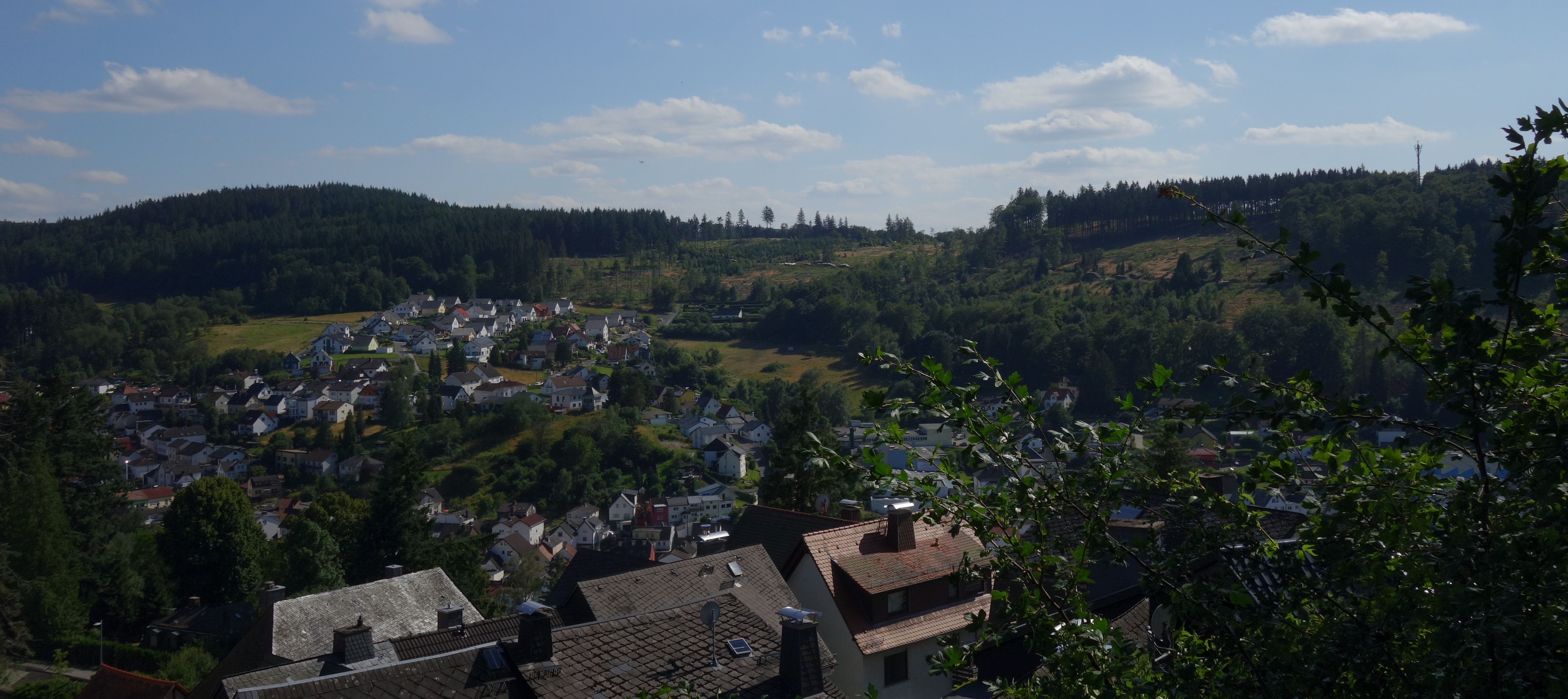
Weilsberg (links) neben dem Hühnerberg (rechts)

### Lage
Der Weilsberg bildet den höchsten Punkt der sich vom südlich anschließenden Feldberggebiet nach Nordnordwesten verlaufenden Feldberg-Langhals-Pferdskopf-Scholle und ist der höchste Berg des Östlichen Hintertaunus. Er gehört zum Gemeindegebiet von Schmitten im Taunus. Sein Gipfel liegt etwa 1 km südlich von Niederreifenberg. Der Name verweist auf die Weil, die am Ostfuß des Berges fließt; westlich verläuft der Emsbach.

### Naturräumliche Zuordnung
Der Weilsberg gehört in der naturräumlichen Haupteinheitengruppe Taunus (Nr. 30), in der Haupteinheit Östlicher Hintertaunus (302) zum Naturraum Pferdskopf-Taunus (302.6).

## Ehemalige Skisprungschanze
Bis 1953 bestand auf dem Feldberg eine Skisprungschanze. Diese wurde aufgegeben und 1957 wurde mit Unterstützung von am Sandplacken stationierten Einheiten der US-Armee eine Skisprungschanze errichtet. Ein etwa 15 Meter hoher Holzturm sorgte für die notwendige Anlaufgeschwindigkeit. Von diesem führte die Anlaufspur durch einen in die Felsen gesprengte Rinne bis zum Schanzentisch. Auslauf war auf dem heutigen Gelände des Schäferhunde-Vereins Niederreifenberg oberhalb der Grundschule Reifenberg und der Quad-Bahn des Dorfs. Die Schanze erlaubte Sprünge bis ungefähr 40 m Weite. Beim Eröffnungsspringen im Februar 1965 erzielte Manfred Schletting vom SC Taunus eine Weite von 48,5 Meter. Im Winter 1962/63 wurden die hessischen Meisterschaften der nordischen Kombination am Weilsberg ausgetragen.

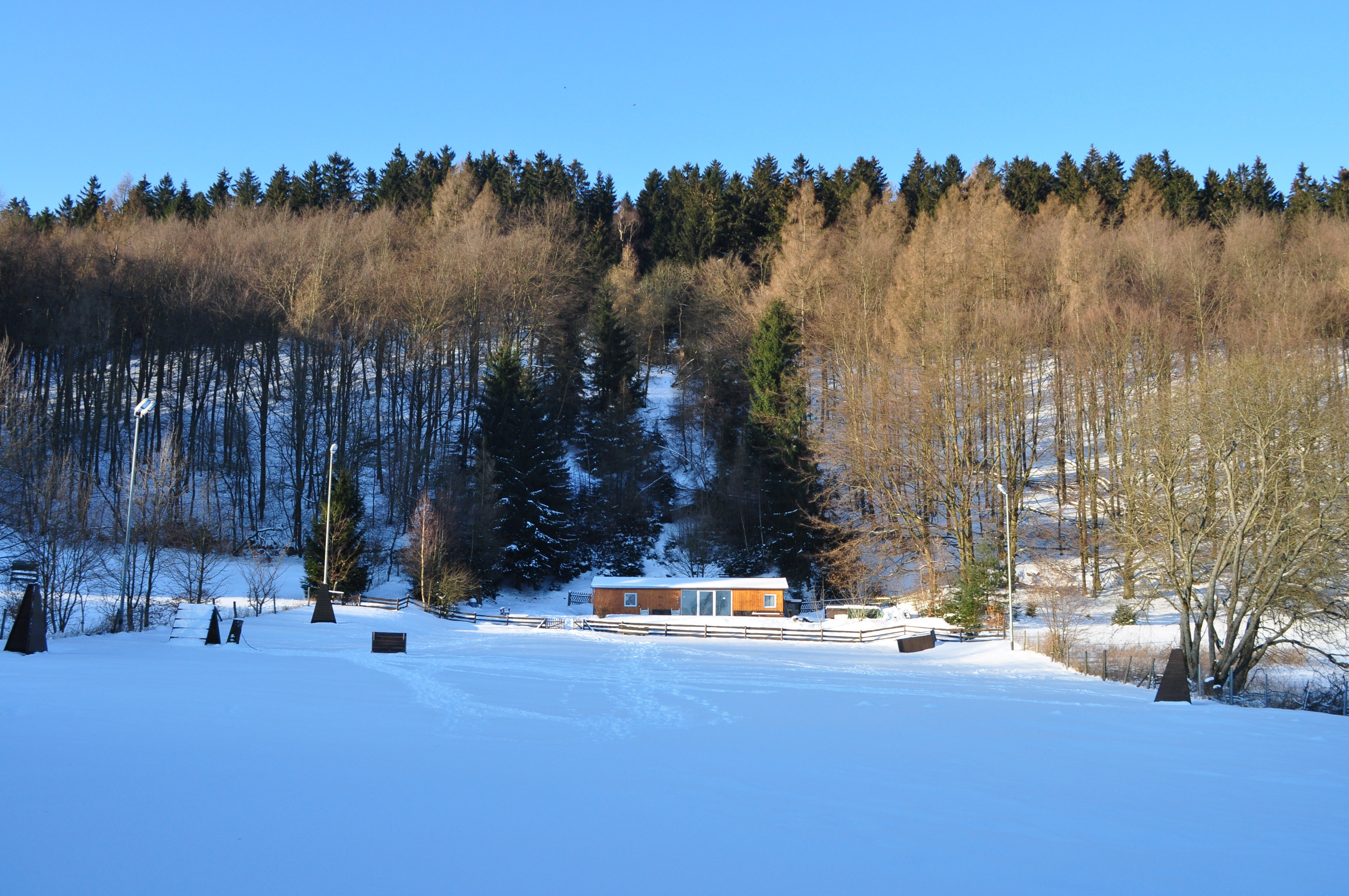
Gelände der ehemaligen Skischanze

1964 wurde die Skischanze für 50.000 Mark durch den Hessischen Skiverband renoviert. Auf der neuen Schanze wurde 1971 ein Schanzenrekord von 52 m gemessen. Im gleichen Jahr wurde die Schanze nach einem Unfall geschlossen. Ein 16 Jahre alter Springer verlor einen Ski, stürzte, verletzte sich schwer und blieb querschnittsgelähmt. Die nachfolgende Schanzenuntersuchung stellte Konstruktionsfehler fest, die Skischanze wurde später abgebaut. Heute erinnern nur noch die Spuren im Fels und ein Rest des Schanzenunterbaus daran.

## Beilstein
Der Beilstein ist ein mächtiger Schieferfelsen etwa 600 Meter nordwestlich des Gipfels des Weilsberges. Die Etymologie ist unklar. Herr vermutet, der Felsen sehe vom Zacken aus wie ein Beil und zitiert andererseits eine Quelle, die hier einen Glasschmelzmeister Heinrich nennt, der Untertan eines Grafen Georg von Beilstein war.

## Zacken

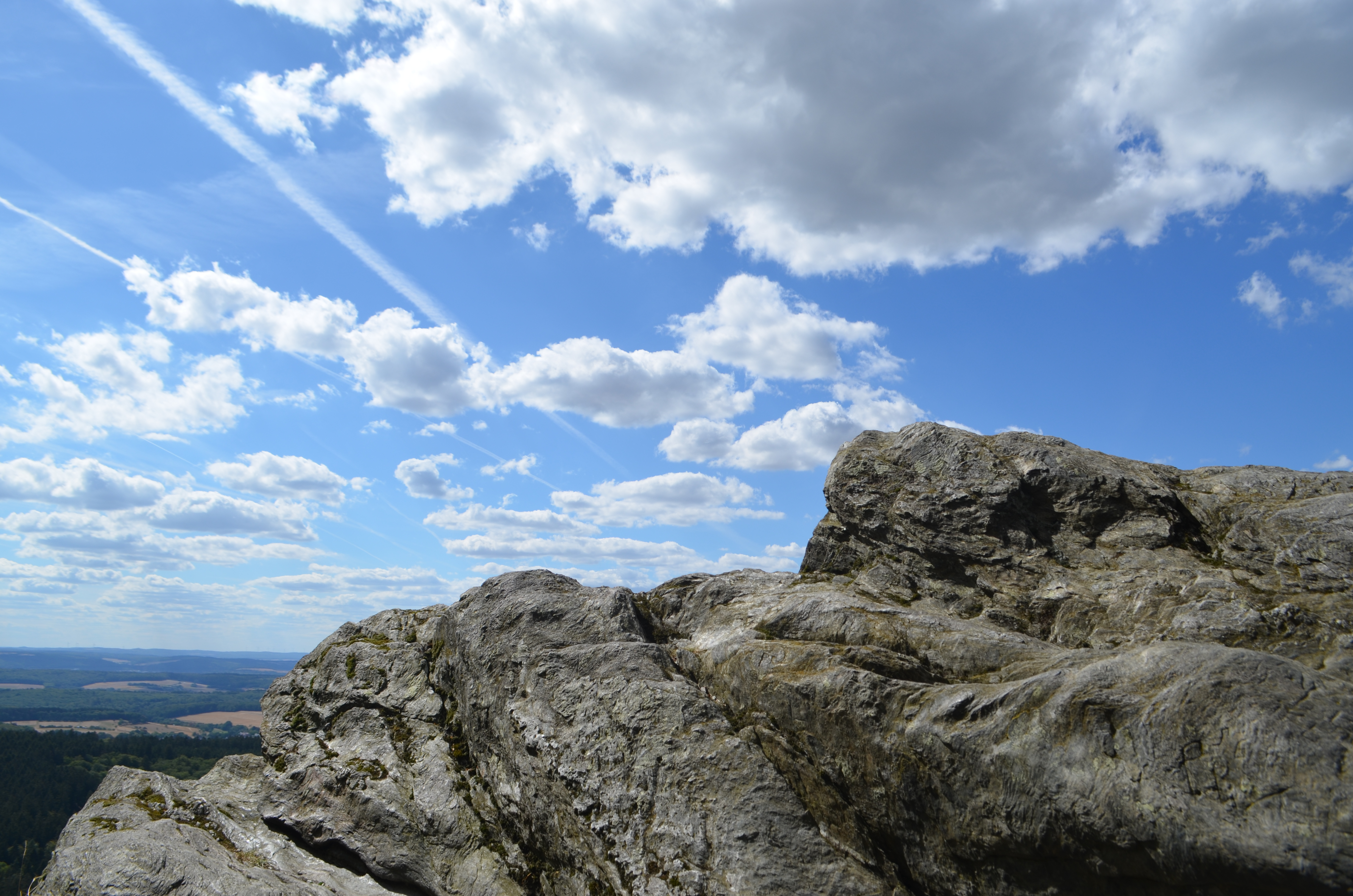
Zacken

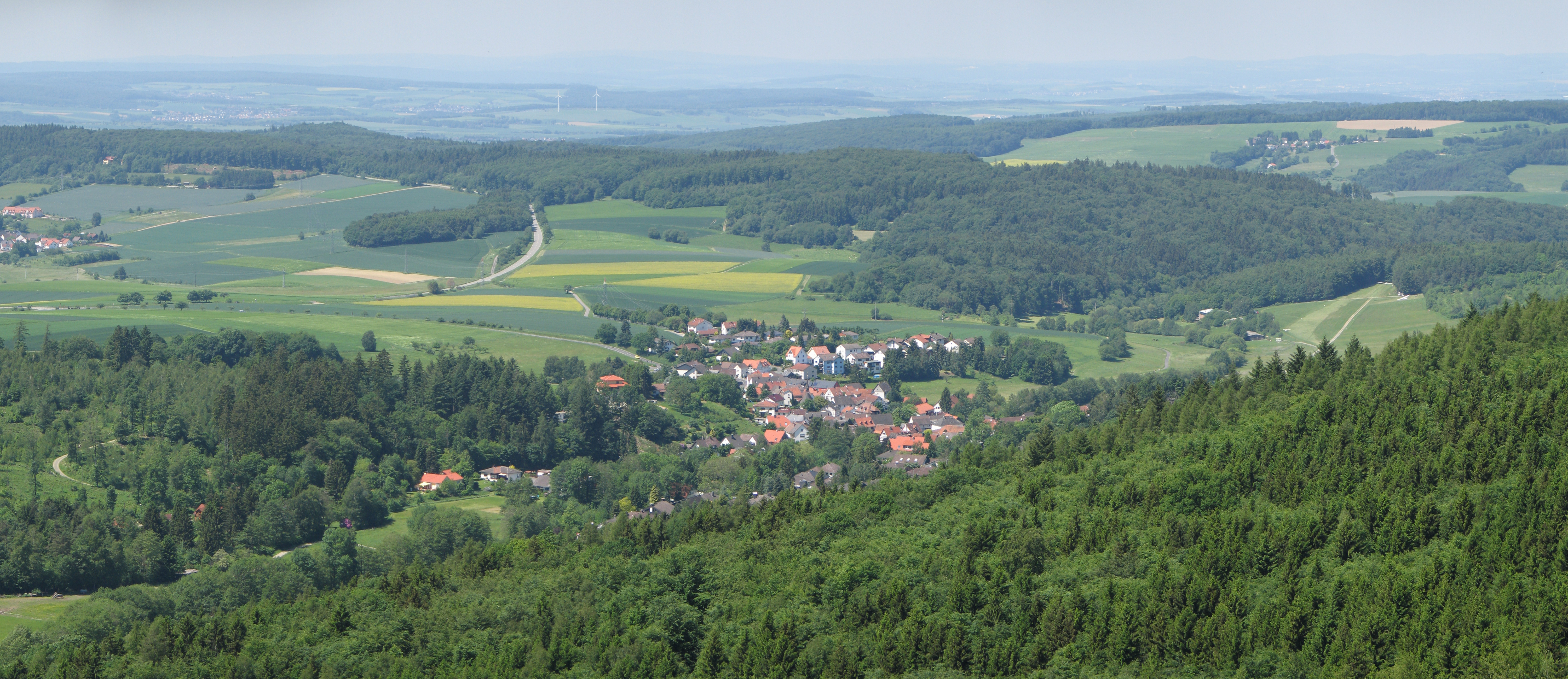
Blick vom Zacken auf Oberems und darüber den Berg Heißer Kopf (465,2 Meter); hinten rechts am Horizont der Weiler Reinborn

Der Zacken ist ein mächtiger Schieferfelsen auf eine Höhe von 640 Metern etwa 500 Meter südlich des Beilstein. Der Zacken ist von Oberems aus weithin sichtbar und stellt seinerseits einen guten Aussichtspunkt dar. Auf einer Kartenskizze von August Ravenstein aus 1871 ist da Gebiet als „Der Beilstein (Zacken)“ gekennzeichnet. Der Sportverein „Zackenkicker“ in Oberems bezieht sich in seinem Namen auf den Felsen. Die Doppelfolge „Im Wald“ der Serie Der Taunuskrimi wurde auch am Zacken gedreht. Ein Wanderweg vom Parkplatz Weilsberg aus erschließt Zacken und Beilsberg.

## Wüstung Weilsberg
Auf der Südostflanke des Weilsbergs liegt etwa 1000 m südlich von Niederreifenberg nahe dem einstigen Standort der früheren Skisprungschanze die Wüstung Weilsberg (⊙), in verschiedenen Schreibweisen auch Weil(s)berg(en) genannt. Sie befindet sich auf etwa 674 m Höhe und ist auf einer Karte von 1675 dargestellt.